# منتخب البرازيل لكرة الطائرة للسيدات
منتخب البرازيل الوطني لكرة الطائرة للسيدات هو ممثل البرازيل الرسمي في المنافسات الدولية في كرة طائرة في فئة كرة الطائرة للسيدات.